# Barylypa pallida
Barylypa pallida är en stekelart som först beskrevs av Johann Ludwig Christian Gravenhorst 1829.  Barylypa pallida ingår i släktet Barylypa och familjen brokparasitsteklar. Arten är reproducerande i Sverige. Inga underarter finns listade.